# Canis rufus
El lobo rojo (Canis lupus rufus) es un cánido de taxonomía históricamente dudosa que hoy sólo se puede encontrar en algunas zonas del este de Estados Unidos, México y, tal vez, sureste de Canadá. Se le clasifica ahora como una subespecie de lobo (Canis lupus), aunque podría ser una población híbrida reciente entre lobo y coyote (Canis latrans), o, como anteriormente se le consideraba, una especie independiente de ambas, Canis rufus. En cualquier caso, el lobo rojo es un animal en grave peligro de extinción, razón por la cual es objeto de programas de cría en cautividad. 
Si el conflicto taxonómico ya era evidente, desde 1999 la complicación es aún mayor. En esa fecha, White y Wilson establecieron, tras estudios genéticos, que las poblaciones de lobo del sureste de Canadá eran una especie diferente que debía nominarse como Canis lycaon (Eastern Canadian Wolf en inglés, sin nombre en español) y que esta especie es próxima a Canis rufus, y está además más emparentada con el coyote que con el lobo común. Esta afirmación no goza del adecuado consenso de los expertos, pero hay cierta tendencia a considerar que Canis rufus y Canis lycaon son la misma especie, y que el nombre latino correcto es Canis lycaon. De ser este el caso, se mantendría en español el nombre vulgar "lobo rojo" para ambas.
Otras especies reciben localmente denominaciones parecidas que no deberían confundirse con el lobo rojo son el cuón o perro rojo (Cuon alpinus) y el aguará guazú o lobo de crín (Chrysocion brachyurus), a veces llamado lobo rojo en Brasil.

## Descripción

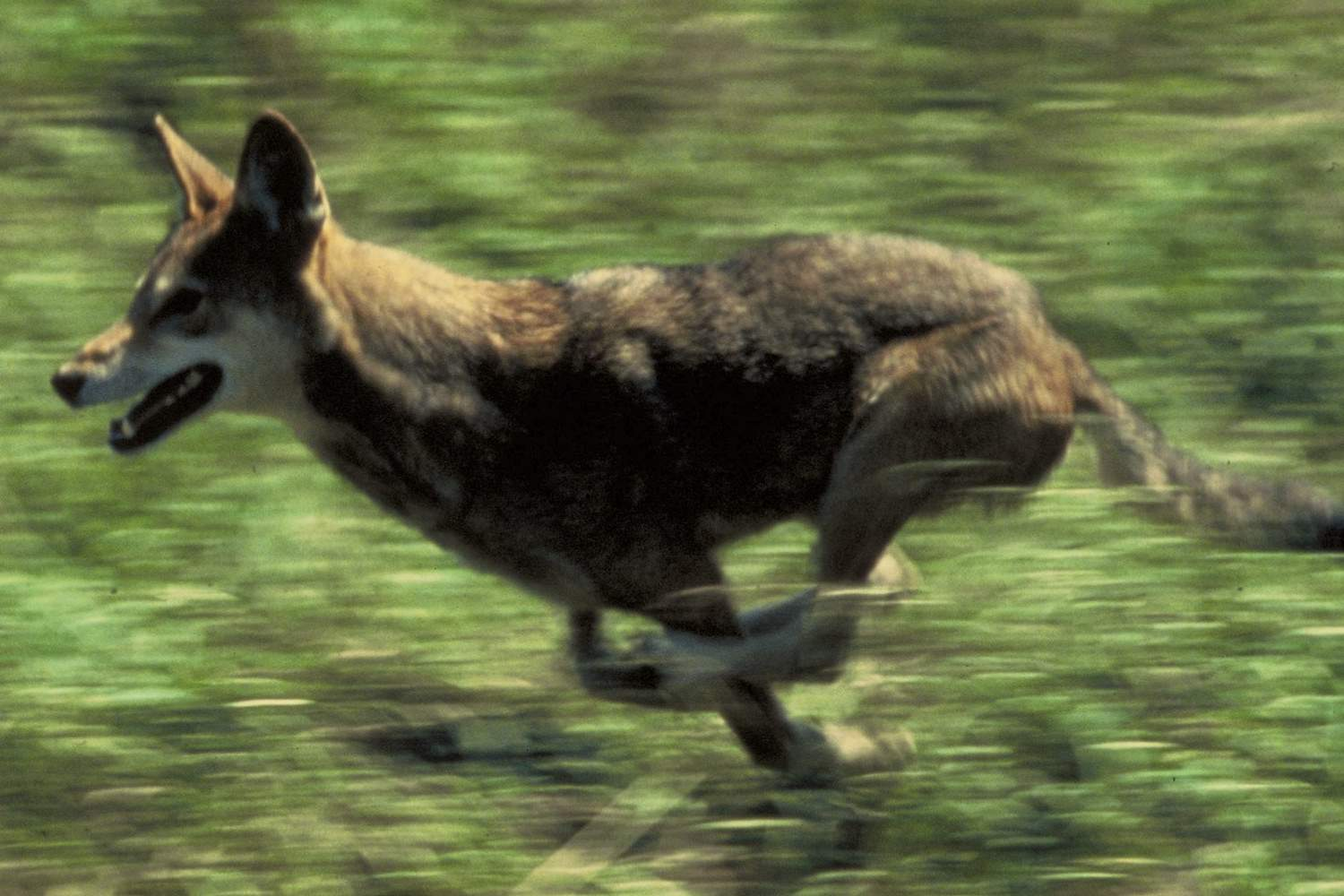
El lobo rojo en plena cacería.

El lobo rojo tiene un tamaño intermedio entre el lobo común o gris y el coyote. Los machos adultos pesan entre 25 y 35 kilos, mientras que las hembras son ligeramente más pequeñas. El pelaje está manchado de multitud de colores, entre los que destacan el negro, grisáceo, marrón y amarillento; el pelaje rojizo que da nombre a la especie es más frecuente en las poblaciones orientales, especialmente en las originarias de Texas.
Al igual que los lobos grises, los lobos rojos son animales sociales, pero sus manadas son más pequeñas que las de los primeros, a menudo compuestas únicamente por una pareja y sus hijos de distintas edades. Los lobos rojos pueden llegar a tener hasta tres camadas, de 2 o 3 cachorros al año, que abandonan el grupo familiar hacia los 6 meses de edad.
Los lobos rojos se alimentan preferentemente de mamíferos de tamaño pequeño, como roedores y conejos. En grupo atacan también a los mapaches e incluso a ciervos adultos. También consumen ocasionalmente insectos y bayas.

## Subespecies
El lobo rojo tiene 4 subespecies, de las cuales, 2 están extintas
- Canis rufus floridanis †
- Canis rufus gregoryi †
- Canis rufus rufus
- Canis rufus lycaon

## Historia

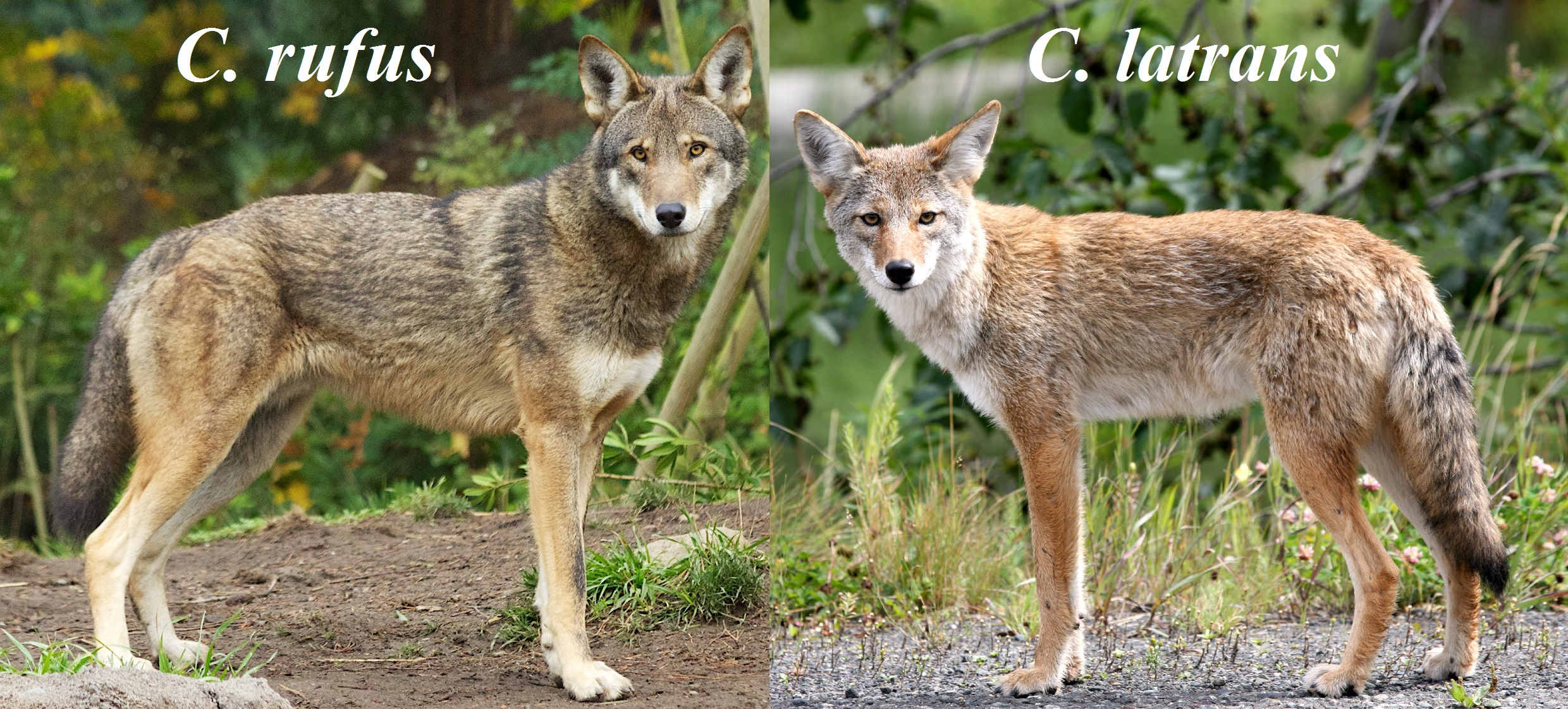
Lobo rojo y coyote

Aunque varios políticos partidarios de su persecución invocan con frecuencia su supuesta naturaleza híbrida debido a que las leyes vigentes en Estados Unidos no protegen a los cruces, lo cierto es que en los últimos años los análisis genéticos y los hallazgos fósiles han indicado claramente que esta especie es auténtica. La línea evolutiva del lobo común se separó del tronco común hace más de un millón de años (coincidiendo con su colonización de Eurasia desde Norteamérica), mientras que los lobos rojos y los coyotes lo hicieron hace medio millón de años. Posteriormente, hace unos 300.000 años, los lobos grises retornaron a América del Norte y se expandieron por todo el continente. 
Como ya se ha dicho, estudios publicados en el año 1999 afirman que los lobos del sureste de Canadá son una especie diferente (Canis lycaon). Las opiniones posteriores se reparten entre: aceptar Canis lycaon como especie exclusiva del sureste de Canadá, considerar que Canis lycaon engloba a los lobos rojos autóctonos del sureste de Norteamérica (lycaon más rufus), que se trata de híbridos entre lobo común y lobo rojo, o que, de acuerdo a la visión clásica, son una subespecie de Canis lupus lycaon.
Sin tener en cuenta a estos lobos canadienses, se puede decir que la distribución original del lobo rojo a la llegada de los primeros colonos europeos se extendía desde Pensilvania hasta Texas. Pero considerando a los lobos canadienses, su área llegaría hasta el sureste canadiense. Con el tiempo, la persecución humana, la destrucción de su hábitat y los cruces de lobos rojos con coyotes y perros después de que fueran expulsados de los bosques llevaron la especie al borde de la extinción. De las tres subespecies que se han documentado, la de Florida (C. r. floridanus) se extinguió en 1930 y la del golfo de México (C. r. rufus), difundida por las áreas costeras desde Texas hasta Luisiana lo hizo en 1970. La tercera (C. r. gregoryi) se extinguió en estado salvaje en 1980, pero por suerte aún quedaban algunos ejemplares en cautividad que dieron lugar a nuevas manadas con las que iniciar proyectos de reintroducción en la naturaleza. El primero de ellos se produjo en Carolina del Norte en 1987, donde se liberaron 100 individuos con éxito. Según el censo de 1997, la población de Carolina del Norte y Tennessee, hacia donde se extendió tras la reintroducción, más los individuos en cautividad ronda en la actualidad los 550 individuos. Algunos expertos consideran que de confirmarse que Canis lycaon es conespecífico con Canis rufus, los lobos del sureste de Canadá podrían utilizarse en los programas de reintroducción en Estados Unidos. Además, si fuera el caso, habría que revisar el estado de conservación de la especie, que no sería tan crítico.